# Antonio Romañá Pujó
Antonio Romañá Pujó (ur. 21 marca 1900 w Barcelonie, zm. 12 października 1981 w Barcelonie) – hiszpański naukowiec i jezuita. Zajmował i interesował się przede wszystkim astronomią i matematyką. Był członkiem wielu prestiżowych organizacji skupiających naukowców, między innymi hiszpańskiej Real Academia de Ciencias Exactas, Físicas y Naturales oraz Międzynarodowej Unii Astronomicznej.

## Życiorys
W 1917 roku, po ukończeniu szkoły średniej, wstąpił do zakonu jezuitów w Gandii. Jednocześnie rozpoczął studia w dziedzinie nauk ścisłych na Uniwersytecie w Barcelonie. Pracę licencjacką obronił z wyróżnieniem. Zakończył studia w Barcelonie z tytułem doktora, jego praca Criteris d'existència d'òrbites tancades którą obronił z wyróżnieniem, dotyczyła zamkniętych orbit. Później studiował teologię w Innsbrucku w Austrii. W 1934 roku, po krótkim pobycie na uniwersytecie w Wiedniu, wrócił do ojczyzny i rozpoczął pracę w Observatorio del Elbro, gdzie zajmował się badaniami dotyczącymi magnetyzmu Ziemi i elektryczności w atmosferze. W 1936 roku doszło do wybuchu hiszpańskiej wojny domowej i prześladowań kościoła. W wyniku tych wydarzeń Antonio przeniósł się w 1937 roku do Barcelony, gdzie zaczął pracę jako nauczyciel w szkole średniej. Wyposażenie obserwatorium zostało zaś przewiezione do Empordy.
Po śmierci Lluísa Rodésa i Campdery, jezuity który pełnił dotychczas funkcję dyrektora obserwatorium del Elbro, na nowego dyrektora wybrano Antonia. Mimo trudów wywołanych wojną domową i wybuchem drugiej wojny światowej udało mu się na nowo uruchomić działalność obserwatorium. Pod jego kierownictwem podległy mu zespół koncentrował się na obserwacjach Słońca i badaniami nad wahaniami pola magnetycznego Ziemi. W 1950 roku, dzięki zastosowaniu filtrów Lyota, możliwe stało się dokładniejsze obserwowanie widma słonecznego. Obserwatorium prowadzone przez Antonia było na Półwyspie Iberyjskim prekursorem w używaniu najnowszych urządzeń i rozwiązań technicznych. Na przykład w 1959 roku jako pierwsze zaczęło używaćradioteleskopu.
Był członkiem wielu uznanych instytucji naukowych. Należał między innymi do hiszpańskiej Real Academia de Ciencias Exactas, Físicas y Naturales, Międzynarodowej Unii Astronomicznej, portugalskiej Akademii Nauk, Królewskiej Akademii Nauk i Sztuk w Barcelonie, Akademii Nauk, Literatury i Sztuki w Kordobie, Consejo Superior de Investigaciones Científicas, Sociedad Astronómica de España y América (którego był prezesem) czy Asociación Española para el Progreso de las Ciencias. Lista ta jest jednak o wiele dłuższa. Brał również udział w negocjacjach dotyczących przywrócenia członkostwa w organizacjach międzynarodowych dla kilku hiszpańskich instytucji naukowych, które zostały z nich wydalone z powodu wojny domowej.
W swojej pracy naukowej zajmował się głównie astronomią, matematyką i fizyką. Napisał między innymi kilka haseł do "Enciclopedia Espasa", dotyczących na przykład momentu obrotowego i siły pociągowej. Opublikował również kilka prac na temat magnetyzmu ziemskiego i elektryczności atmosfery: "Resumen de las Observaciones de Magnetismo Terrestre y Electricidad Atmosférica efectuadas durante el año" i "Informe para el Comité para el estudio de la Caracterización Eléctrica de los Días". Jeśli chodzi o astronomię to badał głównie Słońce i jego wpływ na zjawiska geofizyczne takie jak na przykład trzęsienia ziemi. Wydał również kilka publikacji poświęconych stosunkom między nauką a religią.
Antonio, poza pracą w obserwatorium brał udział w kilku innych projektach naukowych. W 1932 roku był uczestnikiem Kongresu Matematyków w Zurychu. W 1952 roku uczestniczył w wyprawie naukowej do Gwinei Równikowej, której celem była obserwacja zaćmienia Słońca, które miało miejsce 25 lutego. W 1957 roku był przewodniczącym sympozjum naukowego w Kopenhadze a w 1959 roku w Utrechcie, dotyczących gwałtownych wahań pola magnetycznego Ziemi. W 1965, 1969 i 1970 roku odbyły się spotkania naukowe w Madrycie, których był organizatorem. W 1970 roku ustąpił ze stanowiska dyrektora z powodu problemów zdrowotnych. Zmarł w 1981 roku. Odkryta w 2000 roku planetoida nosi jego imię. Za swoją pracę naukową i działalność otrzymał kilka odznaczeń, między innymi Krzyż Wielki Orderu Alfonsa X Mądrego i Legię Honorową.